# Don't ask, don't tell

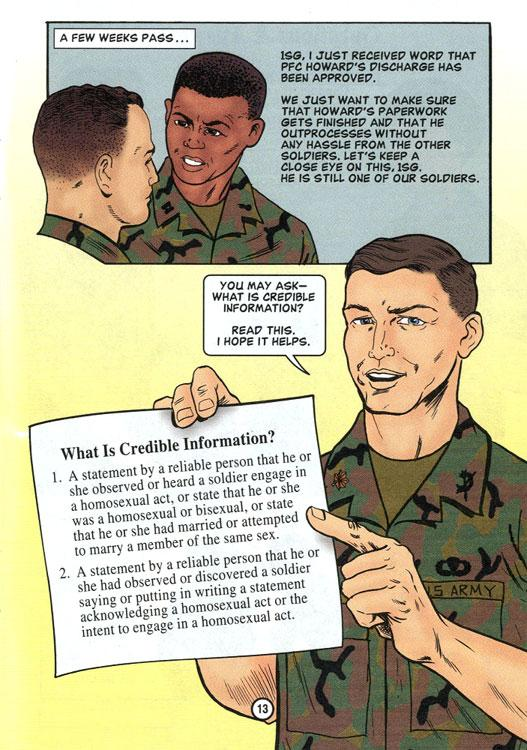
Trainingsgids van het Amerikaanse leger over het beleid omtrent iemands seksuele geaardheid

Don't ask, don't tell (letterlijk te vertalen als “niet vragen, niet vertellen”; afgekort DADT) was de gangbare benaming van het beleid dat het Amerikaanse leger van 1993 tot 2010 hanteerde ten opzichte van homoseksuele, lesbische en biseksuele soldaten en officieren binnen zijn gelederen.
Het beleid hield in dat deze mensen dienst mochten nemen in het Amerikaanse leger, op voorwaarde dat ze hun seksuele geaardheid verborgen zouden houden voor hun medesoldaten en officieren (“don’t tell”). Onder verborgen houden werd verstaan dat ze niet openlijk over hun geaardheid mochten spreken, of anders mochten laten blijken wat hun geaardheid was. Daar tegenover stond dat officieren geen onderzoek mochten laten doen naar, of iemand mochten ondervragen over, diens seksuele geaardheid, tenzij hier een legitieme reden toe was, zoals onaanvaardbaar gedrag (“don’t ask”). Mensen die er wel openlijk voor uitkwamen homoseksueel, lesbisch of biseksueel te zijn, mochten volgens dit beleid nog wel geweerd worden uit het leger. De achterliggende gedachte was dat hun aanwezigheid in het leger een groot risico met zich mee zou brengen voor de morele standaarden en discipline binnen het leger.
Het DADT-beleid is sinds zijn invoering onderwerp geweest van discussie en controverse.

## Geschiedenis
Reeds sinds de Amerikaanse Revolutie was sodomie een reden om mensen te weigeren uit het leger. Ook homoseksualiteit werd hiertoe gerekend. In de loop van de 20e eeuw kwam dit beleid al herhaaldelijk in opspraak. In de Tweede Wereldoorlog moesten soldaten een psychiatrische test ondergaan om zo gecontroleerd te worden op hun seksuele geaardheid. Desondanks mochten toen en tijdens de latere Vietnamoorlog homoseksuelen af en toe toch dienst nemen bij gebrek aan nieuwe soldaten. Het algemene beleid om deze mensen te weren bleef echter van kracht, dus werd nog geregeld onderzoek gedaan naar de achtergrond van nieuwe soldaten.

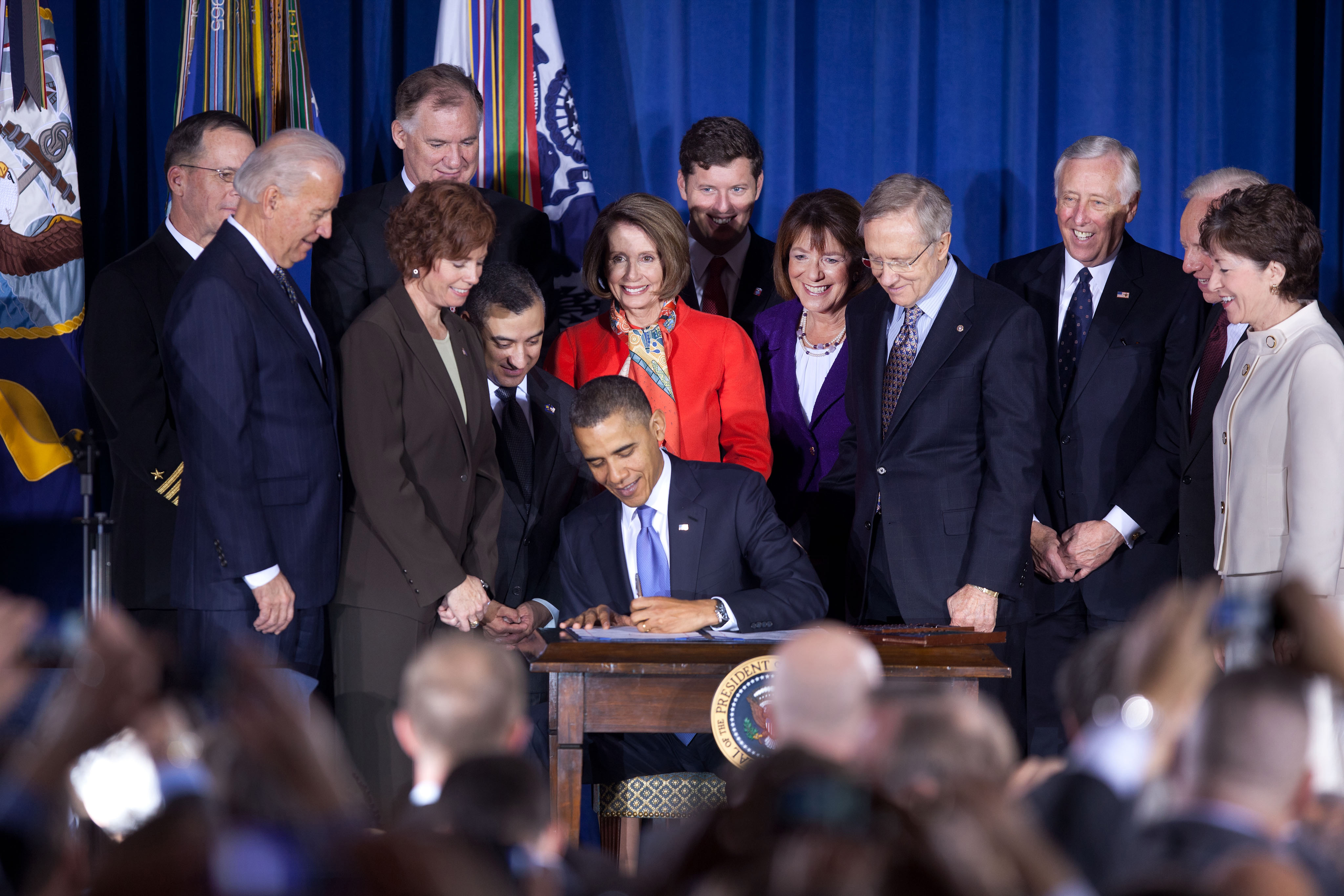
Obama tekent de afschaffing van het don't ask, don't tell-beleid.

In de jaren 70 stonden meerdere actiegroepen op in de Verenigde Staten, die opkwamen voor de rechten van homoseksuelen. Het beleid van het Amerikaanse leger om mensen op basis van hun seksuele geaardheid te weigeren was een van de punten waartegen geprotesteerd werd. Tijdens de Amerikaanse presidentsverkiezingen 1992 werd het wel of niet toelaten van homoseksuelen in het Amerikaanse leger zelfs onderwerp van politieke discussies. De brute moord op de homoseksuele marineofficier Allen R. Schindler, Jr. was voor presidentskandidaat Bill Clinton reden om het beleid van het leger tegenover homoseksuelen te herzien. Een van zijn standpunten tijdens de verkiezing was dat alle burgers de kans moesten krijgen in het leger te kunnen dienen.
Na zijn verkiezing tot president, voerde Bill Clinton in 1993 het DADT-beleid in als compromis tussen voor- en tegenstanders van homoseksuelen in het Amerikaanse leger. De volledige naam van het beleid was "Don’t Ask, Don’t Tell, Don’t Pursue". Tevens werd bepaald dat homoseksuele soldaten wier seksuele geaardheid werd ontdekt, eervol ontslagen moesten worden.
Het beleid leidde echter tot veel ophef, vooral daar protestgroepen nog altijd vonden dat homoseksuelen niet als gelijken van niet-homoseksuelen werden behandeld door dit beleid. Viermaal leidde ophef over het beleid tot een federale rechtszaak. Op 9 september 2010 besliste rechter Phillips dat het beleid in strijd was met de Amerikaanse grondwet.
Tijdens de Amerikaanse presidentsverkiezingen 2008 stond het DADT-beleid wederom op de politieke agenda. Presidentskandidaat Barack Obama gaf aan dat hij alle wetten die homoseksuelen moesten weren uit het leger wilde opheffen. Op 19 oktober 2010 werd bekend dat het leger ook openlijk homoseksuele mensen mocht gaan toelaten. Op 18 december 2010 stemde de Amerikaanse senaat over de afschaffing van het DADT-beleid. De democraten van alle staten en de republikeinen van acht staten stemden voor. Op 22 december 2010 ondertekende president Obama officieel de opheffing van het DADT-beleid.
Sinds 1994 zijn er uit het Amerikaanse leger 13.389 homoseksuelen ontslagen.

## Reacties
In december 2010 hielden de Washington Post en ABC News een enquête onder de Amerikaanse bevolking over de afschaffing van het DADT-beleid. Van de ondervraagden vond 77% dat homo’s en lesbiennes die openlijk uitkomen voor hun seksuele geaardheid in het leger moesten worden toegelaten.